# لادا نسترنکو
لادا نسترنکو (انگلیسی: Lada Nesterenko؛ زادهٔ ۳ اوت ۱۹۷۶) ورزشکار دوگانه، و اسکی‌باز صحرانوردی اهل اوکراین است.وی همچنین از اسکی‌بازان اسکی صحرانوردی در بازی‌های المپیک زمستانی ۲۰۱۰ بوده است.